# Steffen Wesemann

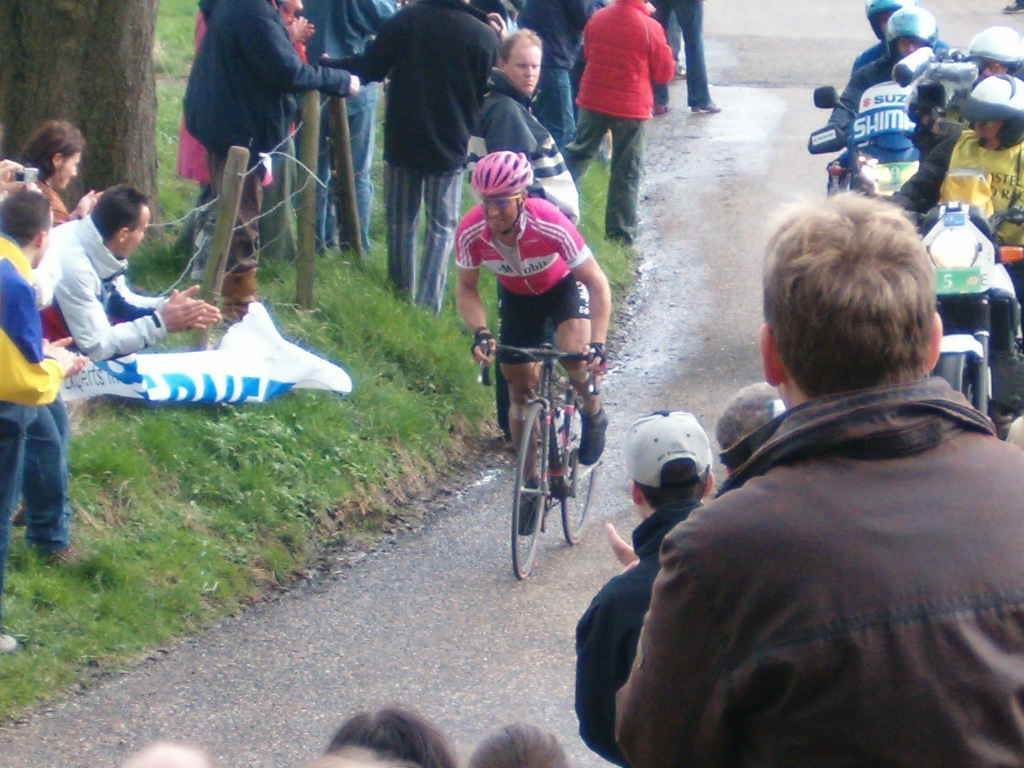
Wesemann op de Eyserbosweg tijdens de Amstel Gold Race 2006

Steffen Wesemann (Wolmirstedt, 11 maart 1971) is een Duits voormalig wielrenner die ook de Zwitserse nationaliteit bezit. Hij was beroepsrenner tussen 1993 en 2008. 	

## Carrière
Steffen Wesemann begon zijn profcarrière na overwinningen in de Ronde van Nedersaksen en de Vredeskoers in 1993 bij Team Telekom. Tot 2007 reed hij bij T-Mobile Team, de opvolger van Team Telekom. Daarna reed hij, omdat er voor hem geen plaats meer was in het T-Mobile Team bij Team Wiesenhof.
Wesemann gold als specialist voor de klassiekers, en dan nog vooral die van het voorjaar. Samen met sprinter Erik Zabel werd Wesemann door Telekom uitgespeeld als troef voor de Ronde van Vlaanderen en Parijs-Roubaix (later ook met Andreas Klier). Zijn grootste succes was zijn winst in de Ronde van Vlaanderen van 2004, waarbij Wesemann in de sprint zijn Belgische medevluchters Leif Hoste en Dave Bruylandts versloeg. Wesemann kon echter ook in kortere rondes uit de voeten, wat onder meer blijkt uit een recordaantal van vijf overwinningen in de Vredeskoers, waarvan overigens twee toen hij nog amateur was.
In 2006 liet Wesemann zich opnieuw goed zien in de klassiekers. Zo werd hij na een hele dag in beeld te zijn geweest tweede in de Amstel Gold Race, achter de Luxemburger Fränk Schleck.
Wesemann is getrouwd, en leeft met zijn Zwitserse vrouw en twee kinderen in Zwitserland. Midden september 2005 liet hij zich tot Zwitser naturaliseren om zo voor dat land deel te kunnen nemen aan de wereldkampioenschappen wielrennen. In januari 2007 maakte Wesemann bekend te stoppen na de Olympische Spelen van 2008 in Peking.

## Belangrijkste overwinningen
1991
Eindklassement Ronde van Berlijn
1992
1e en 4e etappe Vredeskoers
Eindklassement Vredeskoers
Proloog en 9e etappe Ronde van Nedersaksen
Eindklassement Ronde van Nedersaksen
1993
5e etappe Catalaanse Wielerweek
11e etappe Ronde van de Toekomst
1996
1e, 2e, 4e deel A, 5e, 8e, 9e en 10e etappe Vredeskoers
Eindklassement Vredeskoers
1997
Proloog, 2e, 3e en 7e etappe Vredeskoers
Eindklassement Vredeskoers
1998
4e etappe Ronde van Castilië en León
Proloog Ronde van Saksen
1999
2e, 7e en 10e etappe Vredeskoers
Eindklassement Vredeskoers
2000
4e etappe Tour Down Under
Ronde van Keulen
GP Gippingen
1e en 4e etappe Vredeskoers
1e etappe Ronde van Zwitserland (ploegentijdrit)
2003
3e etappe Vredeskoers
Eindklassement Vredeskoers
5e etappe Ronde van Saksen
2004
Ronde van Vlaanderen

## Ereplaatsen
- E3 Prijs Harelbeke: 2e (1995, 2001)
- Omloop Het Volk: 2e (2000)
- Duits kampioenschap: 2e (2000)
- Parijs-Roubaix: 2e (2002), 3e (2007), 7e (2001)
- Amstel Gold Race: 2e (2006)
- Tour Down Under: 3e (2000)
- Gent-Wevelgem: 3e (2001)

## Resultaten in voornaamste wedstrijden
| Jaar | Ronde van Italië | Ronde van Frankrijk | Ronde van Spanje |
| ---- | ---------------- | ------------------- | ---------------- |
| 1993 | opgave           |                     |                  |
| 1994 | opgave           |                     |                  |
| 1995 | opgave           |                     | 99e              |
| 1996 |                  |                     | 80e              |
| 1997 |                  |                     |                  |
| 1998 |                  |                     |                  |
| 1999 |                  | 73e                 |                  |
| 2000 |                  | opgave              |                  |
| 2001 |                  | opgave              |                  |
| 2002 |                  | 99e                 |                  |
| 2003 |                  |                     | 110e             |
| 2004 |                  |                     | opgave           |
| 2005 |                  |                     |                  |
| 2006 |                  |                     |                  |
| 2007 |                  |                     |                  |
| 2008 |                  |                     |                  |

| Jaar | Milaan-San Remo | Gent-Wevelgem | Ronde van Vlaanderen | Parijs-Roubaix | Amstel Gold Race | Luik-Bast.‑Luik | E3 Harelbeke | Parijs-Tours | Omloop Het Volk |  | WK op de weg |  | Wereldranglijsten |
| ---- | --------------- | ------------- | -------------------- | -------------- | ---------------- | --------------- | ------------ | ------------ | --------------- |  | ------------ |  | ----------------- |
| 1993 |                 |               |                      |                |                  |                 |              |              |                 |  |              |  |                   |
| 1994 | 121e            |               |                      |                |                  |                 |              |              |                 |  |              |  |                   |
| 1995 | 79e             |               | 72e                  |                |                  |                 | ↑            |              |                 |  |              |  |                   |
| 1996 | 100e            |               | 70e                  |                |                  |                 |              | 129e         | 28e             |  |              |  |                   |
| 1997 |                 |               | 12e                  |                |                  |                 | 18e          | 116e         |                 |  |              |  |                   |
| 1998 |                 | 48e           |                      |                |                  |                 |              |              |                 |  |              |  |                   |
| 1999 |                 | 9e            | 63e                  |                |                  |                 |              |              |                 |  |              |  |                   |
| 2000 | 122e            | 9e            | 27e                  | 9e             | 15e              |                 |              |              | ↑               |  |              |  |                   |
| 2001 | 70e             | Brons         | 12e                  | 7e             |                  |                 | ↑            |              |                 |  |              |  |                   |
| 2002 | 71e             | 47e           |                      | ↑              | 31e              |                 | 8e           |              | 35e             |  |              |  |                   |
| 2003 | 69e             |               | 68e                  |                |                  |                 | ↑            | 99e          |                 |  |              |  |                   |
| 2004 | 58e             |               | ↑                    | 16e            | 20e              | 11e             | 19e          | 86e          |                 |  | 18e          |  |                   |
| 2005 | 36e             |               |                      | 16e            | 35e              |                 | 6e           | 72e          |                 |  | 12e          |  | 119e (UPT)        |
| 2006 |                 |               |                      | 6e             | ↑                |                 |              |              | 11e             |  | 22e          |  | 49e (UPT)         |
| 2007 |                 | 51e           | 16e                  | ↑              | 60e              |                 |              |              |                 |  |              |  |                   |
| 2008 |                 | 60e           |                      | 28e            |                  | 77e             |              |              |                 |  |              |  |                   |